# Boomklever
De boomklever (Sitta europaea) is een vogel uit de familie van de boomklevers (Sittidae). De wetenschappelijke naam van de soort werd in 1758 gepubliceerd door Carl Linnaeus in de tiende editie van Systema naturae. De naam 'boomklever' verwijst naar het dichtpleisteren van de nestingang, al heeft het op en neer lopen tegen de boomstam ongetwijfeld ook een rol gespeeld.
De boomklever is het enige lid van de familie in de Benelux. Hij kan met de kop omlaag langs boomstammen naar beneden klimmen, en daarin onderscheidt hij zich van spechten en boomkruipers, die alleen omhoogklimmen. Bovendien gebruiken spechten hun staart om op te steunen en dat doet de boomklever niet.
Hij is in vrijwel geheel Europa een tamelijk algemene standvogel. De opvallende en helder klinkende roep is vaak de eerste aanwijzing van zijn aanwezigheid. In de winter is hij een geregelde bezoeker van tuinen waarin pinda's worden aangeboden.

## Veldkenmerken
De boomklever is een enigszins gedrongen en actieve vogel met een krachtige puntige snavel. De lengte is 12 tot 17 cm. De bovenzijde en bovenkop zijn blauwgrijs. De onderzijde is isabelkleurig met roodbruine flanken. Bij het volwassen mannetje is de achterflank scherp begrensd oranjebruin en hierdoor is het al bij onvolwassen exemplaren mogelijk om het geslacht te bepalen. Verder heeft hij een brede zwarte oogstreep met lichte wangen en keel. Bij het volwassen vrouwtje is de achterflank minder scherp begrensd oranjebruin. Verder is het identiek aan het mannetje.
De boomklever klimt en daalt schoksgewijs langs de boomstam, zonder op zijn staart te steunen.
De Scandinavische ondersoort heeft aan de onderzijde lichtere en zelfs geheel witte onderdelen. De vlucht van de gedrongen vogel is golvend en snel terwijl de korte staart in het midden zwart is. Buiten de broedtijd bevindt de boomklever zich wel in gezelschap van mezen.

### Geluid
Een helder fluitend 'twiet-twiet-twiet' en een meesachtig 'tsit'. Bij opwinding een schel trillend 'tirr'. De zang is een luid 'tuwiehe-tuwiehe', ook wel omschreven als een kwelend 'tu-tu-tu' (dat enigszins aan de zang van een nachtegaal doet denken). Deze zang gaat over in 'kwie-kwie' en haastig 'twet-twet-twet'. Aan zijn zang kan de boomklever eenvoudig worden herkend.

## Biotoop
Licht loof- en gemengd bos met ondergroei, vooral met oude en hoge bomen. Ook in parken en lanen en in de winter ook op de voedertafel.

## Voedsel
Op het menu staan veel insecten, zaden, noten, vruchten, graan en bessen. Harde noten zet hij tussen het boomschors vast en hamert ze dan van bovenaf stuk. Grotere insecten worden met de snavel in stukjes geknipt. De boomklever legt ook voorraden aan.

## Broedgegevens

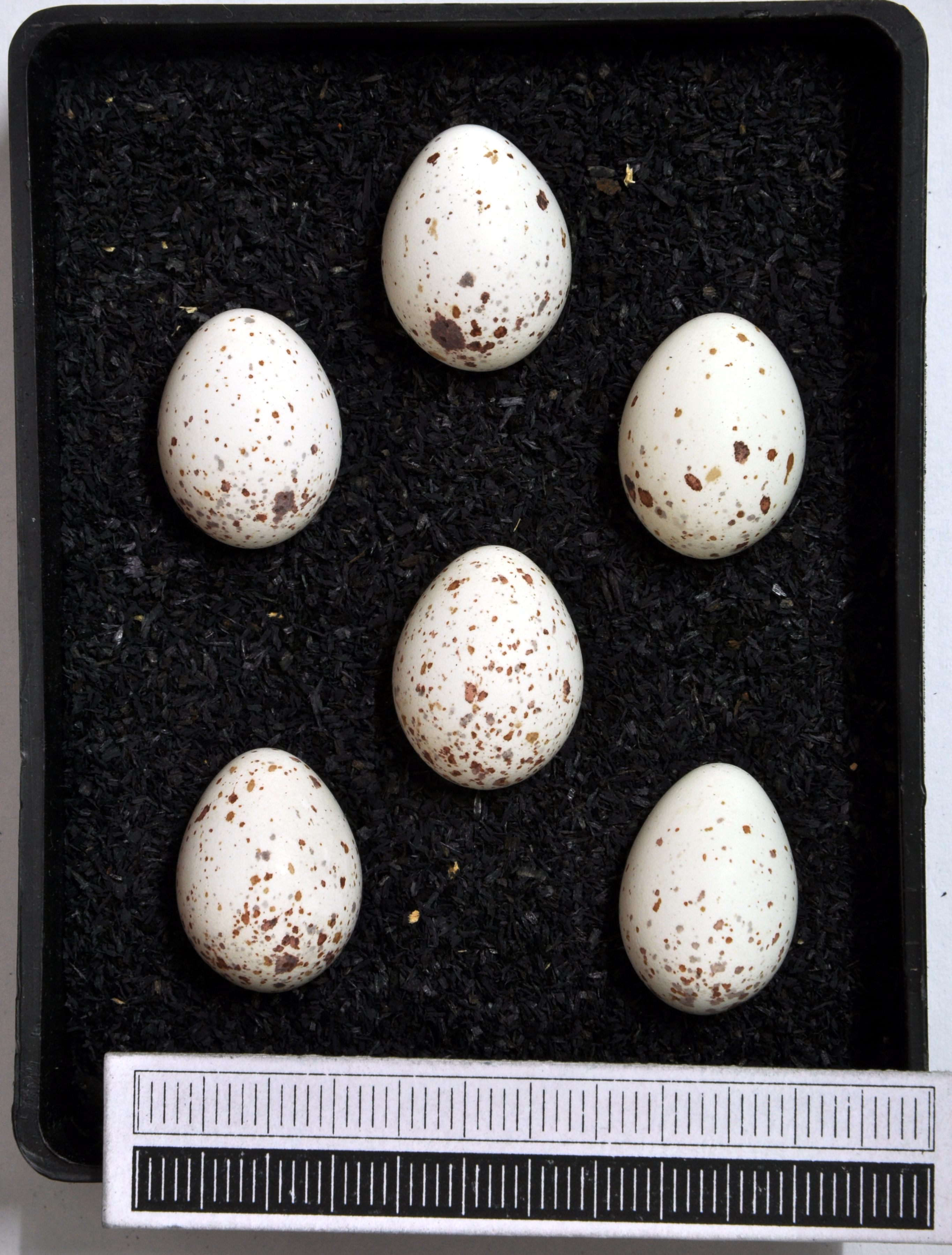
Eieren
Collectie Museum Wiesbaden

De boomklever broedt van eind april tot juli in boomgaten of spechtengaten. Soms broedt hij ook in gaten in muren of in nestkastjes. Hij maakt het nest niet zelf, maar gebruikt bijvoorbeeld oude, verlaten holen van spechten. Hij pleistert de ingang dicht met klei vermengd met speeksel zodanig dat hij er zelf nog net doorkan.
De broedduur bedraagt circa 2 weken. Waarschijnlijk broedt alleen het vrouwtje en wordt zij tijdens het broeden door het mannetje gevoerd. Beide vogels verzorgen de jongen. Deze vliegen na 24 dagen uit. Meestal is er één broedsel per jaar, heel soms twee.
Gewoonlijk bestaat het legsel uit 7 tot 9 eieren, maar soms ook uit slechts 5 en soms zelfs uit wel 11. De eieren zijn melkwit met grote bruine vlekken en grijsviolette ondervlekken. Gemiddeld 20 × 15 mm.
Opvallend zijn de kleine territoria; meestal niet groter dan 1000 m². In een eenmaal gevestigd territorium blijven ze het hele jaar door en komen er alleen enigszins buiten in de winter, in een tijd van voedselschaarste.

## Broedgebied en aantalsverloop
De boomklever is hoofdzakelijk een standvogel. Het verspreidingsgebied beslaat grote delen van Europa, noordwestelijk Afrika en delen van Azië, voornamelijk het zuiden en zuidoosten tot in Japan. In Europa komt de soort alleen in Ierland en Schotland niet voor. 
In Scandinavië heeft in de 21e eeuw een sterke noordwaartse uitbreiding plaatsgevonden.
In Nederland en Vlaanderen is het een vrij talrijke broedvogel. De Nederlandse populatie heeft zich tussen 1990 en 2020 meer dan verdubbeld. In 2018-2020 wordt het aantal broedparen geschat op 34.000-42.000. Ook in Vlaanderen is het aantal broedparen sterk gestegen. In de periode 2013-2018 waren daar naar schatting 4800-7000 broedparen.
In en rond steden als Brussel en Antwerpen wordt hij als holenbroeder bedreigd door de concurrentie met de plaag van de halsbandparkiet.

## Video
- Roepende boomklever
- Boomklever voert zijn jong

## Ondersoorten
Er worden 21 ondersoorten onderscheiden:
- S. e. europaea: noordelijk en oostelijk Europa (heeft een witte onderbuik).
- S. e. caesia: westelijk, centraal en zuidoostelijk Europa (bleekgele tot roestbruine onderbuik).
- S. e. hispaniensis: Portugal, Spanje en noordelijk Marokko.
- S. e. cisalpina: Zwitserland, Kroatië, Italië en Sicilië.
- S. e. levantina: zuidelijk Turkije, noordelijk Syrië en noordelijk Libanon.
- S. e. persica: zuidoostelijk Turkije, noordelijk Irak en westelijk Iran.
- S. e. caucasica: van noordoostelijk Turkije tot zuidwestelijk Rusland.
- S. e. rubiginosa: noordelijk Iran en Azerbeidzjan.
- S. e. asiatica: zuidwestelijk en zuidcentraal Siberië, noordelijk Kazachstan en westelijk Mongolië (witte onderbuik, witte wenkbrauwstreep, kleiner dan andere ondersoorten).
- S. e. albifrons: noordoostelijk Siberië en de noordelijke Koerilen.
- S. e. amurensis: oostelijk Rusland, noordoostelijk China en Korea.
- S. e. roseilia: zuidelijk Kyushu.
- S. e. bedfordi: Jeju.
- S. e. seorsa: noordwestelijk China.
- S. e. sinensis: het noordelijke deel van centraal en oostelijk China.
- S. e. formosana: Taiwan.
- S. e. baicalensis: oostelijk Siberië en centraal Mongolië.
- S. e. takatsukasai: midden Koerilen.
- S. e. sakhalinensis: Sachalin.
- S. e. clara: zuidelijke Koerilen en Hokkaido.
- S. e. hondoensis: Honshu tot noordelijk Kyushu.